# Zaharelskija
Zaharelskija (biał. Загарэльскія; ros. Загорельские, Zagorielskije) – wieś na Białorusi, w obwodzie witebskim, w rejonie orszańskim, w sielsowiecie Barzdouka.